# 피로인산가수분해효소
피로인산가수분해효소(영어: pyrophosphatase)는 이인산 결합에 작용하는 산 무수물 가수분해효소이다. 이인산가수분해효소(영어: diphosphatase), 피로포스파테이스, 다이포스파테이스라고도 한다.
예는 다음과 같다.
- 무기 피로인산가수분해효소: 유리 피로인산염 이온에 작용함
- 담배 산성 피로인산가수분해효소: 인산 에스터의 가수분해를 촉매함
- 다양한 유기 피로인산가수분해효소: 피로인산기에 있는 유기 분자에 작용함 (단, 최종 결합에 작용하는 삼인산가수분해효소는 제외):
  - 티아민 피로인산가수분해효소

## 같이 보기
- EC 번호 목록 (EC 3)
- 인산가수분해효소
- 가수분해효소